# Подмонастырёк (Шептицкий район)
Подмонастырёк (укр. Підмонастирок) — село в Лопатинской поселковой общине Шептицкого района Львовской области Украины.
Население по переписи 2001 года составляло 83 человека. Занимает площадь 0,482 км². Почтовый индекс — 80260. Телефонный код — 3255.